# Barraques de s'Alguer Petit
Les Barraques de s'Alguer Petit són una obra de Palamós (Baix Empordà) inclosa a l'Inventari del Patrimoni Arquitectònic de Catalunya.

## Descripció
Els quatre estatges rectangulars s'organitzen formant mitgera. Les façanes posteriors estan encastades al desnivell del terreny. Per la part del davant cada façana té una gran porta i una petita finestra superior per a la il·luminació. Les parets són de pedra i estan emblanquinades. La coberta és una volta de canó de tres guixos de maó. Es conserva perfectament l'estructura original, només cal remarcar els dos cossos lateral afegits per ampliar l'espai habitable.

## Història
Les construccions daten de finals del segle xix i la seva utilització inicial és la de guardar la barca i els atuells de pesca, alhora que feien ocasionalment d'habitatge. Els tapers de Palamós les utilitzaven com a lloc d'esbarjo els diumenges per anar a pescar i passar-hi el dia. Actualment estan habilitades com a cases d'estiueig. Com que a s'Alguer estan pendents de legalització pel fet de trobar-se situades en la zona marítimo-terrestre, foren salvades de la demolició gràcies a la campanya popular en favor de la preservació del paratge.